# Mont Grelle
Il mont Grelle è un monte della Savoia che ha una altezza di 1425 metri e che è il punto culminante della chaîne de l'Épine, la quale forma parte del massiccio del Giura. Si trova nel dipartimento di Savoia ed è localizzato al sud-ovest di Chambéry.

## Escursioni
L'accesso a piedi al monte Grelle è possibile a partire da Mollard du Pin, un villaggio nel comune di Attignat-Oncin. La sua cima offre un vasto panorama.